# Circondario dell'Oder-Sprea
Il circondario dell'Oder-Sprea (in tedesco Landkreis Oder-Spree) è un circondario (Landkreis) del Brandeburgo, in Germania.
Comprende 7 città e 31 comuni.
Il capoluogo è Beeskow, il centro maggiore Fürstenwalde/Spree.

## Storia
Il circondario dell'Oder-Sprea fu creato nel 1993 dall'unione dei 3 precedenti circondari di Beeskow, Eisenhüttenstadt-Land e Fürstenwalde, più la città extracircondariale di Eisenhüttenstadt.

## Geografia fisica
Il circondario dell'Oder-Sprea confina a nord con il Märkisch-Oderland e la città extracircondariale di Francoforte sull'Oder, ad ovest con Berlino ed il Dahme-Spreewald, a sud con lo Spree-Neiße e ad est con la Polonia (distretto di Słubice nel voivodato di Lubusz).

## Società

### Evoluzione demografica
- Sviluppo della popolazione dal 1875 entro gli attuali confini (linea blu: popolazione; linea puntata: confronto dello sviluppo della popolazione dello stato del Brandenburgo; sfondo grigio: ai tempi del governo nazista; sfondo rosso: al tempo del governo comunista).
- Sviluppo recente della popolazione (linea blu) e previsioni.

| Anno | Abitanti |
| ---- | -------- |
| 1875 | 87 934   |
| 1890 | 94 469   |
| 1910 | 115 555  |
| 1925 | 128 292  |
| 1933 | 141 635  |
| 1939 | 151 802  |
| 1946 | 158 490  |
| 1950 | 166 492  |
| 1964 | 183 110  |
| 1971 | 191 619  |

| Anno | Abitanti |
| ---- | -------- |
| 1981 | 195 164  |
| 1985 | 194 810  |
| 1989 | 197 478  |
| 1990 | 193 753  |
| 1991 | 190 103  |
| 1992 | 186 878  |
| 1993 | 187 827  |
| 1994 | 188 986  |
| 1995 | 190 839  |
| 1996 | 193 006  |

| Anno | Abitanti |
| ---- | -------- |
| 1997 | 195 032  |
| 1998 | 196 655  |
| 1999 | 196 784  |
| 2000 | 196 453  |
| 2001 | 195 670  |
| 2002 | 194 169  |
| 2003 | 193 062  |
| 2004 | 192 001  |
| 2005 | 190 728  |
| 2006 | 189 185  |

| Anno | Abitanti |
| ---- | -------- |
| 2007 | 188 035  |
| 2008 | 186 542  |
| 2009 | 185 062  |
| 2010 | 183 859  |
| 2011 | 177 764  |
| 2012 | 177 047  |
| 2013 | 176 850  |

## Geografia antropica
Il circondario dell'Oder-Sprea si compone di 6 città extracomunitarie (Amtsfreie Stadt), 6 comuni extracomunitari (Amtsfreie Gemeinde) e 6 comunità amministrative (Amt), che raggruppano complessivamente 1 città e 25 comuni.

### Città extracomunitarie (Amtsfreie Stadt)
- Beeskow
- Eisenhüttenstadt (grande città di circondario)
- Erkner
- Friedland
- Fürstenwalde/Spree (media città di circondario)
- Storkow (Mark)

### Comuni extracomunitari (Amtsfreie Gemeinde)
- Grünheide (Mark)
- Rietz-Neuendorf
- Schöneiche bei Berlin
- Tauche
- Woltersdorf

### Comunità amministrative (Amt)
| - Brieskow-Finkenheerd, con i comuni: - Brieskow-Finkenheerd - Groß Lindow - Vogelsang - Wiesenau - Ziltendorf - Neuzelle, con i comuni: - Lawitz - Neißemünde - Neuzelle - Odervorland, con i comuni: - Berkenbrück - Briesen (Mark) - Jacobsdorf - Steinhöfel | - Scharmützelsee, con i comuni: - Bad Saarow - Diensdorf-Radlow - Langewahl - Reichenwalde - Wendisch Rietz - Schlaubetal, con i comuni: - Müllrose (città) - Grunow-Dammendorf - Mixdorf - Ragow-Merz - Schlaubetal - Siehdichum - Spreenhagen, con i comuni: - Gosen-Neu Zittau - Rauen - Spreenhagen |